# Qualificazioni ai Giochi della XXI Olimpiade (CAF)
Di seguito sono elencati gli incontri con relativo risultato della zona africana (CAF) per le qualificazioni a Montréal 1976.

## Formula
La formula prevedeva tre turni eliminatori.
Nel primo turno eliminatorio, le 24 squadre vennero divise in 12 spareggi A/R. In caso di pareggio, era previsto un terzo incontro in campo neutro.
Nel secondo turno eliminatorio, le 12 squadre che avevano passato il turno vennero divise in 6 spareggi A/R.
Nel terzo turno eliminatorio, le 6 squadre che avevano passato il turno vennero divise in 3 spareggi A/R.
In caso di pareggio, erano previsti i rigori; questo era valido solo per il secondo turno e per il terzo turno.
Le tre squadre che vinsero al terzo turno si qualificarono alle Olimpiadi.

## Risultati

### Primo turno eliminatorio
Camerun e Malawi si ritirarono prima di giocare i loro rispettivi incontri.
|  | Algeria | 1 – 1 | Tunisia |  |

|  | Tunisia | 2 – 1 | Algeria |  |

|  | Egitto | 1 – 1 | Sudan |  |

|  | Sudan | 1 – 0 | Egitto |  |

|  | Etiopia | 0 – 0 | Tanzania |  |

|  | Tanzania | 3 – 0 | Etiopia |  |

|  | Gambia | 0 – 1 | Guinea |  |

|  | Guinea | 6 – 0 | Gambia |  |

|  | Ghana | 6 – 0 | Liberia |  |

|  | Liberia | 1 – 4 | Ghana |  |

|  | Malawi | – | Madagascar |  |

|  | Madagascar | – | Malawi |  |

|  | Mali | 6 – 0 | Mauritania |  |

|  | Mauritania | 0 – 1 | Mali |  |

|  | Marocco | 2 – 1 | Libia |  |

|  | Libia | 0 – 1 | Marocco |  |

|  | Nigeria | – | Camerun |  |

|  | Camerun | – | Nigeria |  |

|  | Senegal | 1 – 0 | Togo |  |

|  | Togo | 1 – 1 | Senegal |  |

|  | Zaire | 4 – 1 | Alto Volta |  |

|  | Alto Volta | 1 – 2 | Zaire |  |

|  | Zambia | 5 – 0 | Mauritius |  |

|  | Mauritius | 0 – 4 | Zambia |  |

Passano il turno Ghana (10-1), Guinea (7-0), Malawi (ritiro del Madagascar), Mali (7-0), Marocco (3-1), Nigeria (ritiro del Camerun), Senegal (2-1), Sudan (2-1), Tanzania (3-0), Tunisia (3-2), Zaire (6-2) e Zambia (9-0).

### Secondo turno eliminatorio
Il Mali si ritirò prima di giocare i suoi rispettivi incontri.
|  | Guinea | 1 – 0 | Ghana |  |

|  | Ghana | 6 – 2 | Guinea |  |

|  | Malawi | 1 – 1 | Zambia |  |

|  | Zambia | 4 – 1 | Malawi |  |

|  | Nigeria | – | Mali |  |

|  | Mali | – | Nigeria |  |

|  | Senegal | 3 – 1 | Zaire |  |

|                                              | Zaire                | 2 – 0 | Senegal |  |
| \| \| \| \| \| \| Tiri di rigore 4 – 5 \| \| |                      |       |         |  |
|                                              |                      |       |         |  |
|                                              | Tiri di rigore 4 – 5 |       |         |  |

|  | Tanzania | 1 – 0 | Sudan |  |

|  | Sudan | 2 – 0 | Tanzania |  |

|  | Tunisia | 0 – 1 | Marocco |  |

|  | Marocco | 1 – 0 | Tunisia |  |

Passano il turno Ghana (6-3), Marocco (2-0), Nigeria (ritiro del Mali), Senegal (3-3, 5-4 ai rigori), Sudan (2-1) e Zambia (5-2).

### Terzo turno eliminatorio
|  | Nigeria | 3 – 1 | Marocco |  |

|  | Marocco | 1 – 0 | Nigeria |  |

|  | Senegal | 0 – 0 | Ghana |  |

|  | Ghana | 2 – 1 | Senegal |  |

|  | Zambia | 2 – 2 | Sudan |  |

|                                              | Sudan                | 0 – 0 | Zambia |  |
| \| \| \| \| \| \| Tiri di rigore 4 – 5 \| \| |                      |       |        |  |
|                                              |                      |       |        |  |
|                                              | Tiri di rigore 4 – 5 |       |        |  |

Si qualificano alle Olimpiadi Ghana (2-1), Nigeria (3-2) e Zambia (2-2, 5-4 ai rigori).